# Eli Serè
Eli Serè, en llatí Aelius Serenus, fou un gramàtic grec nadiu d'Atenes, de data incerta. Va escriure un epítom de l'obra de Filó sobre les ciutats i els seus homes il·lustres, en tres llibres, i un epítom d'un comentari de Filoxen d'Alexandria sobre Homer, en un sol llibre, segons Suides. També va escriure Ἀπομνημονεύματα del que Estobeu en va fer nombrosos extractes. Foci fa esment de drames escrits en diferents metres per un gramàtic de nom Serè que probablement és el mateix personatge.